# 동화초등학교 (강원)
동화초등학교는 대한민국 강원특별자치도 원주시에 있는 공립 초등학교이다.

## 학교 연혁
- 2000.07.12 동화초등학교 설립
- 2004.03.01 동화초등학교 개교(24학급, 병설유치원 1학급)
- 2004.05.19 개교 기념식
- 2014.09.01 제4대 교장 방영식 부임
- 2015.02.13 제11회 졸업식 - 121명 (졸업생 총1,275명)
- 2015.03.01 초등학교 32학급(특수학급 1학급포함) 병설유치원 2학급 편성

## 참고 자료
- 동화초등학교 - 한국교육학술정보원 학교알리미